# Bocayna Express
El Bocayna Express es un catamarán operado por la naviera hispano-noruega Fred. Olsen Express en las Islas Canarias. La compañía utiliza este ferri para conectar las islas de Fuerteventura y Lanzarote. Fue entregado a Fred. Olsen Express en septiembre de 2003 y ha estado operando la ruta entre los puertos de Corralejo (Fuerteventura) y Playa Blanca (Lanzarote) desde entonces. La embarcación recibió su nombre por el Estrecho de la Bocaina que separa a estas dos islas y en el que opera.

## Diseño y construcción
El Bocayna Express fue construido en Henderson, Australia por el astillero Austal. El barco mide 66,20 metros en eslora, 18,65 metros de manga, y tiene un calado de 2,45 metros. Es capaz de alcanzar una velocidad de 31 nudos.
La embarcación dispone de cuatro motores diésel (dos MAN Paxman 18VP185 y dos MAN Paxman 12VP185) capaz de proporcionar una potencia combinada de 11.600 kW. Los motores diésel propulsan cuatro hélices (dos Rolls-Royce Kamewa 90 SII y dos Rolls-Royce Kamewa 80 SII). La energía eléctrica la generan dos generadores MAN Nutzfahrzeuge D2866LXE.
El ferri es capaz de transportar hasta 436 pasajeros. Para el transporte de vehículos dispone de 31 plazas para automóviles y 110 metros de carril para camiones; estos 110 metros pueden ser utilizados como 38 plazas de automóviles adicionales.

## Historia de la ruta
Fred. Olsen ha operado la ruta entre los puertos de Playa Blanca y Corralejo desde julio de 1989. El primer barco utilizado por la compañía en esta ruta fue el Betancuria, de 56 m de eslora y capaz de transportar a más de 400 pasajeros a una velocidad de 14 nudos. Más tarde, el Betancuria fue reemplazado por un barco de mayor tamaño, el Buganvilla, de 64 m de eslora y una capacidad para 800 pasajeros. El Bocayna Express reemplazó al Buganvilla en el 2003 y ha estado operando esta ruta desde entonces.